# 東屋代站
東屋代站（日语：／ Higashi-Yashiro eki */?）是位於長野縣千曲市大字屋代，長野電鐵的屋代線車站（廢站）。在2012年4月1日，隨著屋代線廢線，此站也被廢除。此站的車站編號為Y2。

## 歷史
- 1922年（大正11年）6月10日 - 河東鐵道車站啟用[1]。
- 1926年（大正15年）9月30日 - 河東鐵道與長野電氣鐵道合併，長野電鐵成立。此站成為長野電鐵河東線的車站。
- 2002年（平成14年）9月18日 - 路線名稱改為屋代線。
- 2012年（平成24年）4月1日 - 屋代線廢除，此站也被廢除[1]。

## 車站構造
截至車站廢除前，車站是一座地面車站，設有1面1線的單式月台。此站是無人車站。
車站大樓建築物像一個民居。曾經居住在附近的居民前往此站檢票。

## 車站周邊
- 長野縣屋代高等學校·附屬中學（日语：長野県屋代高等学校・附属中学校）[1]
- 千曲市立屋代中學
- 屋代簡易郵局
- 長野縣立歷史館[1]
- 森將軍塚古墳館（日语：森将軍塚古墳館）
  - 森將軍塚古墳（日语：森将軍塚古墳）
  - 有明山將軍塚古墳（日语：有明山将軍塚古墳）
- 屋代高校前站
- 國道403號（日语：国道403号）

## 使用狀況
以下為1日平均乘車人次。
| 乘車人次變化 | 乘車人次變化 |
| 年度         | 1日平均人次  |
| ------------ | ------------ |
| 1999         | 89           |
| 2000         | 83           |
| 2001         | 48           |
| 2002         | 42           |
| 2003         | 42           |
| 2004         | 44           |
| 2005         | 43           |
| 2006         | 52           |
| 2007         | 51           |
| 2008         | 55           |
| 2009         | 50           |
| 2010         | 51           |
| 2011         | 45           |

## 相鄰車站
長野電鐵
■屋代線
屋代（Y1）－東屋代（Y2）－雨宮（Y3）

## 注腳
1. 1 2 3 4 5 6 7 8 9 10 11 12  信濃毎日新聞社出版部. . 信濃毎日新聞社. 2011-07-24: 292. ISBN 9784784071647 （日语）.
2. ↑  千曲市統計書